# Reece Prescod
Reece Prescod (29 februari 1996) is een Brits atleet, die zich heeft toegelegd op de sprint.

## Biografie
In 2017 won Prescod de Britse trials voor deelname aan de 100 m op de wereldkampioenschappen in Londen. Hier wist hij zich te plaatsen voor de finale van de 100 m, waarin hij op de zevende plaats eindigde. Tijdens de Europese kampioenschappen atletiek 2018 behaalde hij de zilveren medaille in de finale van de 100 m, achter zijn landgenoot Zharnel Hughes.
In 2021 wist Prescod zich te kwalificeren voor de 100 m op de Olympische Zomerspelen van Tokio. In een tijd van 10,12 s kon Prescod zich plaatsen voor de halve finale van de 100 m. Hierin veroorzaakte hij een valse start, waardoor hij werd gediskwalificeerd.

## Titels
- Brits kampioen 100 m - 2017, 2018

## Persoonlijke records
Outdoor
| Onderdeel | Prestatie        | Datum            | Plaats     |
| --------- | ---------------- | ---------------- | ---------- |
| 100 m     | 9,94 (-0,5 m/s)  | 18 augustus 2018 | Birmingham |
| 200 m     | 20,31 (-0,4 m/s) | 15 augustus 2021 | Szczecin   |

Indoor
| Onderdeel | Prestatie | Datum            | Plaats     |
| --------- | --------- | ---------------- | ---------- |
| 60 m      | 6,53      | 1 februari 2019  | Berlijn    |
| 200 m     | 21,63     | 24 februari 2013 | Birmingham |

## Palmares

### 100 m
- 2017: 7e WK - 10,17 s
- 2018:  EK - 9,96 s (0,0 m/s)
- 2021: DSQ in ½ fin. OS (in serie 10,12 s)

Diamond League-podiumplaatsen
- 2018:  Shanghai Golden Grand Prix - 10,04 s
- 2018:  Müller Grand Prix - 9,94 s